# Klaus Stöber (Politiker)
Klaus Stöber (* 11. September 1961 in Eisenach) ist ein deutscher Politiker der Alternative für Deutschland (AfD).

## Leben
Von 1982 bis 1986 studierte Stöber an Universität Leipzig und erlangte einen Abschluss als Diplom-Ökonom. Von 1990 bis 1992 war er Hauptbuchhalter. Seit 1992 ist er selbstständiger Steuerberater. Er ist verheiratet und hat drei Kinder. Stöber ist Vorsitzender des Tennisclubs Ruhla.

## Politischer Werdegang
1989 wurde Stöber Mitglied der SPD, welcher er bis 2010 angehörte. Noch 2014 trat er für die SPD bei den Wahlen zum Kreistag des Wartburgkreises an.
Seit 2015 ist Stöber Mitglied der AfD. Von 2016 bis 2018 war er Mitglied im Landesvorstand der AfD Thüringen. Er ist Kreisvorsitzender der AfD Westthüringen und seit 2019 Fraktionsvorsitzender der AfD-Fraktion im Kreistag des Wartburgkreises.
Bei der Bundestagswahl 2017 kandidierte er im Bundestagswahlkreis Eisenach – Wartburgkreis – Unstrut-Hainich-Kreis. Auch bei der Landtagswahl in Thüringen 2019 trat er als Kandidat um ein Landtagsmandat für die AfD an. Im Wahlkampf trat Stöber unter anderem an der Seite von Björn Höcke auf, der zu dieser Zeit als Wortführer der vom Thüringer Verfassungsschutz als Beobachtungsfall klassifizierten AfD-internen Gruppierung Der Flügel galt. 2020 kandidierte Stöber um das Bürgermeisteramt in seiner Heimatgemeinde Wutha-Farnroda.
Stöber gewann bei der Bundestagswahl 2021 das Direktmandat im Bundestagswahlkreis Eisenach – Wartburgkreis – Unstrut-Hainich-Kreis und setzte sich als Direktkandidat gegen elf Mitbewerber, u. a. Tina Rudolph (SPD), Christian Hirte (CDU) und Martina Renner (Linke), durch.
Bei der Bundestagswahl 2025 trat er als Einzelbewerber im Bundestagswahlkreis Eisenach – Wartburgkreis – Unstrut-Hainich-Kreis an und erhielt 2,2 Prozent der Stimmen.

## Politische Standpunkte
Stöber benennt auch nach seinem Ausscheiden bei der SPD Helmut Schmidt als sein politisches Vorbild.
Als eine Motivation, der AfD beizutreten, benennt Stöber in seinem Profil auf abgeordnetenwatch.de unter anderem die „grenzenlose Asylpolitik zu Lasten unserer Sozialkassen“.

## Kontroversen
Ende November 2021 nahm Stöber an einer nicht genehmigten Demonstration gegen die Corona-Politik in Eisenach teil, die von Kadern der örtlichen NPD um Patrick Wieschke initiiert wurde und letztlich von der Polizei unter Einsatz von Reizgas aufgelöst werden musste.
Im Oktober 2022 behauptete Stöber während einer Plenarrede im Deutschen Bundestag, dass sich Deutschland in der größten Krise seit 1928 befände. Er blendete damit die Zeit zwischen 1933 und 1945 aus, dies wurde unter anderem von der SPD-Bundestagsfraktion kritisiert.
Im Vorfeld der Landtagswahl in Thüringen 2024 kritisierte Stöber den Landesvorstand seiner Partei scharf, nachdem dieser seine Unterschrift unter die Wahlvorschläge der Direktkandidaten für die Wahlkreise 6 (Wahlkreis Wartburgkreis II) und 7 (Wahlkreis Wartburgkreis III) verweigerte mit der Folge, dass die Direktkandidaten – obwohl von der Parteibasis ordnungsgemäß und demokratisch gewählt – nicht zugelassen wurden und die AfD in beiden Wahlkreisen keinen Direktkandidaten stellte. Stöber bezeichnete den Landesvorsitzenden Höcke in diesem Zusammenhang als Egozentriker und bat den AfD-Bundesvorstand um die Absetzung Höckes. Der AfD-Landesvorstand drohte Stöber daraufhin mit einem Parteiausschlussverfahren.
Beim AfD-Landesparteitag im Dezember 2024 trat er erfolglos zur Wahl des Landesvorsitzenden als einziger Kandidat gegen Björn Höcke an.